# Eustace Chapuys
Eustace of Eustache Chapuys (Annecy, omstreeks 1490 - Leuven, 21 januari 1556) was keizerlijk ambassadeur aan het Engelse hof van 1529 tot 1545 en was de persoonlijke adviseur van de Engelse koningin Catharina.

## Levensloop

### Studies en carrièrebegin
Chapuys was een notariszoon, afkomstig uit Annecy. Hij studeerde vanaf 1507 rechten aan de Universiteit van Turijn en ging daarna nog in Valence en in Rome studeren. Hier behaalde hij in 1515 de graad van doctor in de rechten.
Chapuys werd kanunnik van het kapittel van de Sint-Pieterskathedraal van Genève en kwam in 1517 in dienst van het toenmalige prinsbisdom Genève als officiaal. Ook trad hij in dienst van hertog Karel III van Savoye als secretaris. In opdracht van de bisschop en de hertog droeg Chapuys er zorg voor dat de inwoners van Genève hun onafhankelijkheidsdrang lieten varen. Vanaf 1525 werd hij secretaris van hertog Karel III van Bourbon. Chapuys schreef in opdracht van de hertog mee aan de bepalingen van de Vrede van Madrid die in 1526 tot stand was gekomen.

### Chapuys als keizerlijk ambassadeur
Na de dood van de hertog van Bourbon trad Chapuys in dienst van keizer Karel V die hem benoemde tot rekenmeester. Na een korte periode als ambassadeur aan het hof van het hertogdom Savoye benoemde de keizer hem op 25 juni 1529 tot keizerlijk ambassadeur aan het Engelse hof. Chapuys presenteerde in september 1529 zijn geloofsbrieven aan koning Hendrik VIII en volgde Iñigo López de Mendoza y Zúñiga op die benoemd was tot bisschop. Chapuys werd er belast met de verdediging van Catharina van Aragon, de tante van keizer Karel V, die in een echtscheiding verwikkeld was met Hendrik VIII.
Chapuys kon echter niet verhinderen dat het huwelijk nietig verklaard werd door Thomas Cranmer, de aartsbisschop van Canterbury. Het daaropvolgende huwelijk van Hendrik VIII met Anna Boleyn werd niet erkend door Chapuys, die Boleyn omschreef als hoer en concubine. Hij bleef de persoonlijke adviseur van Catharina van Aragon.
Na de dood van Catharina in januari 1536 en de onthoofding van Anna Boleyn enkele maanden later, kreeg Chapuys de opdracht om Hendrik VIII te overtuigen om een tegen Frankrijk gerichte alliantie te sluiten met de keizer. Na de dood van Hendriks derde vrouw Jane Seymour trachtte Chapuys hem te koppelen aan Christina van Denemarken, een nicht van de keizer, maar dit mislukte. Keizer Karel V en koning Frans I van Frankrijk sloten in 1538 vrede en in maart 1539 vroeg paus Paulus III, die niet kon verkroppen dat Hendrik VIII gebroken had met Rome, aan beiden om Engeland binnen te vallen. Beide landen riepen hun ambassadeurs terug en Chapuys vestigde zich in Antwerpen.
Zowel Karel V als Frans I zagen af van een inval en in 1540 kon Chapuys terugkeren naar het Engelse hof. Na bemiddeling van de keizerlijke ambassadeur sloten Karel V en Hendrik VIII vrede in 1543. In het najaar van 1544 kreeg Chapuys steeds meer last van jichtaanvallen en vroeg aan de keizer om zijn opdracht te beëindigen. In november 1544 vervoegde Antwerpenaar François van der Delft hem in Londen om zich in te werken en in augustus 1545 volgde Van der Delft Chapuys op als ambassadeur.

### Laatste levensjaren
Chapuys vestigde zich in de universiteitsstad Leuven waar hij in 1548 het College van Savoye oprichtte om studenten uit Savoye (en liefst uit zijn geboortestad Annecy) te kunnen ontvangen en te laten studeren. Het daaropvolgende jaar, op 21 augustus 1549, werden de nieuwe gebouwen van het college in gebruik genomen.
Chapuys stierf in Leuven en werd begraven in de kapel van het college.

## Briefwisseling
Chapuys onderhield een uitgebreide briefwisseling, zowel met zijn opdrachtgever keizer Karel V als met humanisten als Erasmus en Thomas More. Door zijn briefwisseling kregen de historici een goed inzicht hoe het hof van de Tudors en meer bepaald dat van Hendrik VIII functioneerde in de tijd dat Chapuys er keizerlijk ambassadeur was.

## Chapuys in de cultuur
- In het toneelstuk The Life of King Henry the Eighth (1612-1613) is het personage Capucius een verwijzing naar Eustace Chapuys.
- Chapuys is een personage in de televisieserie The Tudors over het leven van Hendrik VIII.
- De rol van Chapuys aan het Engelse hof wordt ook beschreven in de roman Wolf Hall.